# Lúa Coderch
Lúa Coderch (Iquitos, Perú, 1982) és una artista catalana d'origen peruà que viu i treballa a Barcelona.
Llicenciada en Belles Arts i màster en Produccions Artístiques i Recerca per la Universitat de Barcelona, es va formar també com a escultora a l'Escola Massana.
Va obtenir la beca PAIR de la Fundació Suñol, la beca de creació artística de la Fundació Guasch-Coranty i la beca del CoNCA per a la recerca i la creació en els àmbits artístics i del pensament. Ha estat artista resident a SMART (Amsterdam) amb una beca A'dam Hangar-SMART del programa internacional d'intercanvi HANGAR-AECID.

## Exposicions individuals
Ha participat en exposicions col·lectives com ara El espacio cósmico estaba ahí, en dos o tres centímetros, Madrid i Vigo 2012-2013; Le Périmetre Interne, Institut Francès de Barcelona, Bcn 2013; Ouverture IV, Sala d'Art Jove, Barcelona 2012; 100% Desván, Sant Andreu Contemporani, Barcelona 2012.
Entre les exposicions individuals del seu treball destaquen: 
- 2011 - Estratègies per desaparèixer, BCN Producció'11, La Capella, Barcelona
- 2012 - Recopilar les fotografies sense memòria, Espai2, Sala Muncunill, Terrassa
- 2012-2013 - Paràbola, Capella de Sant Roc, Valls
- 2013 - La Muntanya màgica, Fundació Joan Miró[5][6]
- 2014 - ACTE 30: Lúa Coderch, Or, Fundació Suñol
- 2021-22 - Palau de vent (04/11/2021 - 09/01/2022), Centre d'Art Tecla Sala, l'Hospitalet.[7]